# Eduards Emsis
Eduards Emsis (Riga, 23 de febrero de 1996) es un futbolista letón que juega en la demarcación de centrocampista para el S. K. Super Nova de la Virslīga.

## Selección nacional
Tras jugar con la selección de fútbol sub-21 de Letonia, finalmente debutó con la selección absoluta el 3 de febrero de 2018. Lo hizo en un partido amistoso contra Corea del Sur que finalizó con un resultado de 1-0 a favor del conjunto surcoreano tras el gol de Kim Shin-wook.

## Clubes
| Club             | País      | Año       | Partidos | Goles |
| ---------------- | --------- | --------- | -------- | ----- |
| Skonto F. C.     | Letonia   | 2013      | 2        | 0     |
| Metta / LU       | Letonia   | 2014-2018 | 87       | 5     |
| F. K. Jelgava    | Letonia   | 2019      | 3        | 0     |
| F. C. Noah       | Armenia   | 2020-2021 | 48       | 1     |
| F. C. Lahti      | Finlandia | 2022      | 27       | 0     |
| K. F. Egnatia    | Albania   | 2023      | 18       | 0     |
| Raufoss IL       | Noruega   | 2023-2024 | 27       | 2     |
| S. K. Super Nova | Letonia   | 2025-     |          |       |

## Palmarés

### Campeonatos nacionales
| Título               | Club          | País    | Año  |
| -------------------- | ------------- | ------- | ---- |
| Copa de Armenia      | F. C. Noah    | Armenia | 2020 |
| Supercopa de Armenia | F. C. Noah    | Armenia | 2020 |
| Copa de Albania      | K. F. Egnatia | Albania | 2023 |